# Dominická vlajka

Dominická vlajka
Poměr stran: 1:2

Vlajka Dominiky byla přijata 3. listopadu 1978, v den vyhlášení nezávislosti. Drobné změny byly provedeny v letech 1981, 1988 a naposledy v roce 1990.
Vlajka je tvořena zeleným listem, na kterém je pravoúhlý trojbarevný kříž – žlutý, černý a bílý pruh – uprostřed vlajky je červené kruhové pole, v kterém je vyobrazen v přirozených barvách papoušek amazoňan císařský (Amazona imperialis), obklopený deseti zelenými hvězdami. Při vertikálním zavěšení má kruhové pole s papouškem stejnou, tedy horizontální polohu.
Papoušek je symbolem ostrova, počet hvězd symbolizuje deset farností ostrovního státu.

Rozměry dominické vlajky
Svislé zavěšení dominické vlajky
Vlajka dominického prezidenta Poměr stran: 1:2

## Historie
Ostrov byl v 17. století osídlen Francouzi. Poté připadl ostrov Britům. Mezi roky 1958 a 1962 byla Dominika součástí Západoindické federace, autonomii získal ostrov roku 1967.

Dominická vlajka (1955-1965) Poměr stran: 1:2
Dominická vlajka (1965–1978) Poměr stran: 1:2

Ostrovní stát vyhlásil nezávislost 3. listopadu 1978 a tehož dne byla přijata první vlajka. Před rokem 1981 byly pruhy kříže v odlišném pořadí, do roku 1988 papoušek hleděl na opačnou stranu.

Dominická vlajka (1978–1981) Poměr stran: 1:2
Dominická vlajka (1981–1988) Poměr stran: 1:2
Dominická vlajka (1988–1990) Poměr stran: 1:2

Při 12. výročí nezávislosti (1990) bylo změněno vybarvení papouška na realističtější a barva hvězd byla nově tmavě zelená a bez žlutého lemu.

## Fialová barva
Dominická vlajka, spolu s vlajkou nikaragujskou, jsou jediné dvě státní vlajky, na kterých je použita fialová barva (a to ještě ve velmi malém množství).